# 祢津村
祢津村（ねつむら）は、長野県小県郡にあった村。現在の東御市中央部にあたる。

## 地理
- 山：湯ノ丸山、烏帽子岳、大室山

## 歴史
- 1889年（明治22年）4月1日 - 町村制の施行により、祢津東町、祢津西町、姫子沢村、新屋村、鞍掛村及び新張村の区域をもって、祢津村が発足する。
- 1956年（昭和31年）9月30日 - 田中町、祢津村及び和村が合併して、東部町が発足する。

## 交通

### 道路
現在は旧村域に上信越自動車道の東部湯の丸インターチェンジが所在するが、当時は未開通。